# Hüseyin Özkan
Hüseyin Özkan, nascido Huseyn Delimbekovich Bisultanov (20 de janeiro de 1972) é um judoca turco aposentado.
Nos Jogos Olímpicos de Verão de 2000, realizados em Sydney, na Austrália, ganhou a medalha de ouro na categoria meio-leve masculino (‍-‍66 kg), tornando-se o primeiro judoca a ganhar uma medalha de ouro olímpica para a Turquia. É membro do İstanbul Büyükşehir Belediyesi S.K.
Nasceu na Chechénia, no Cáucaso do Norte da antiga União Soviética, e cresceu com os seus nove irmãos. Começou a praticar judô na sua cidade natal e continuou na Turquia, para onde se mudou aos 20 anos de idade.